# 西大营子镇
西大营子镇，是中华人民共和国辽宁省朝阳市龙城区下辖的一个乡镇级行政单位。

## 行政区划
西大营子镇下辖以下地区：
西大营子村、郝家村、饮马池村、老窝铺村、沟门子村、西沟村、北山村、中涝村、河南村和西涝村。